# OOCL G-Klasse
Die OOCL G-Klasse ist eine im Aufbau befindliche Klasse von 18 Containerschiffen der Reederei Orient Overseas Container Line (OOCL) aus Hongkong. Die Schiffe des ersten Bauloses hatten bis zur Bestellung des CMA CGM 22.000-TEU-Typs die größte Stellplatzkapazität aller in Planung oder in Betrieb befindlichen Baureihen und wurden 2017 und 2018 in Fahrt gesetzt. Das Typschiff des zweiten Bauloses, die OOCL Spain war bei seiner Indienststellung das erste mit einer nominellen Containerkapazität von mehr als 24.000 TEU.

## Geschichte
Das erste Baulos der G-Klasse wurde am 31. März 2015 von der Reederei OOCL in Auftrag gegeben. Die sechs Einheiten vom Werftbautyp Samsung 20000 wurden bis Januar 2018 bei Samsung Heavy Industries in Südkorea fertiggestellt und sind baugleich mit einem Teil des MOL 20.000-TEU-Typ.
Das zweite Baulos über fünf deutlich größere Einheiten zum Baupreis von jeweils 155,68 Millionen US$ wurde am 1. März 2020 bei den beiden chinesischen Schiffbauunternehmen Nantong Cosco KHI Ship Engineering (NACKS) und Dalian Cosco KHI Ship Engineering (DACKS) in Auftrag gegeben. Ende Oktober 2020 wurde das zweite Baulos um weitere sieben Einheiten aufgestockt.
Im Oktober 2022 platzierte OOCLs Mutterunternehmen COSCO einen Folgeauftrag über zwölf weitere 24.000-TEU-Einheiten bei NACKS und DACKS, von denen fünf für COSCO und sieben bei OOCL eingesetzt werden sollen.

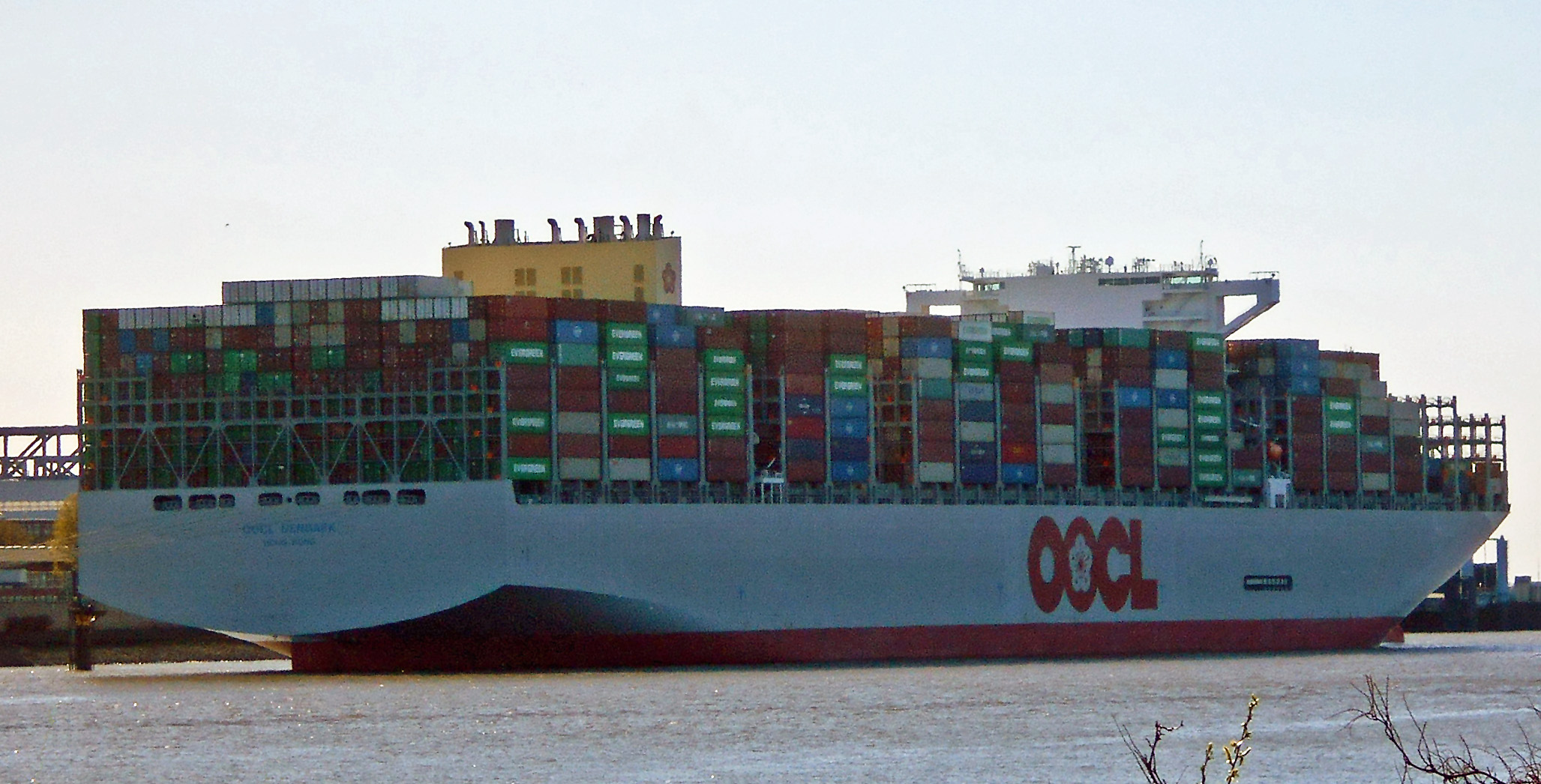
OOCL Denmark (24,000 TEU) 2025 in Hamburg

Im Februar 2023 wurde mit der OOCL Spain das erste der Schiffe aus dem zweiten Baulos abgeliefert. Die Schiffe werden im Liniendienst zwischen Europa und Ostasien eingesetzt.
Die im September 2017 in Fahrt gesetzte OOCL Japan lief während ihrer Jungfernreise am 18. Oktober 2017 im Suezkanal auf Grund, konnte aber binnen kurzem mit Schleppern wieder abgebracht werden.

## Technik
Die Schiffe zählen zur Gruppe der ULCS. Sie haben vergleichbare Abmessungen wie die Einheiten der Triple-E-Klasse, des CSCL-Globe-Typs und der Olympic-Serie, aber eine größere Anzahl an Containerstellplätzen.
Schiffbaulich sind die Schiffe wie die Mehrzahl der schon in Betrieb befindlichen ULCS-Baureihen ausgelegt. Das Deckshaus ist etwa am Ende des vorderen Schiffsdrittels angeordnet, was einen verbesserten Sichtstrahl und somit eine höhere vordere Decksbeladung ermöglicht, während Schornstein und Maschinenanlage im hinteren Drittel liegen. Die Bunkertanks sind unterhalb des Aufbaus angeordnet; sie erfüllen die einschlägigen MARPOL-Vorschriften. Die Laderäume der Schiffe werden mit Pontonlukendeckeln verschlossen. Unter Deck können 12 Container übereinander gestapelt werden. Über Deck sind es ebenfalls nochmal 12 Container übereinander. Die maximale Containerkapazität wird mit 21.413 TEU angegeben. Weiterhin sind Anschlüsse für Integral-Kühlcontainer vorhanden.
Der Antrieb der Schiffe besteht aus jeweils einem Zweitakt-Dieselmotor, der auf einen Festpropeller wirkt. Der Verbrauch wird mit 9 Tonnen Schweröl pro Stunde bei voller Beladung angegeben.

## Die Schiffe
| OOCL G-Klasse       | OOCL G-Klasse       | OOCL G-Klasse | OOCL G-Klasse                                       | OOCL G-Klasse              |
| Bauname             | Bauwerft/ Baunummer | IMO- Nummer   | Kiellegung Stapellauf Ablieferung                   | Umbenennungen und Verbleib |
| ------------------- | ------------------- | ------------- | --------------------------------------------------- | -------------------------- |
| OOCL Hong Kong      | SHI/ 2172           | 9776171       | 24. Dezember 2015 31. Dezember 2016 18. Mai 2017    | so in Fahrt                |
| OOCL Germany        | SHI/ 2173           | 9776183       | 15. Dezember 2015 1. April 2017 24. August 2017     | so in Fahrt                |
| OOCL Japan          | SHI/ 2174           | 9776195       | 28. Dezember 2015 28. Mai 2017 11. September 2017   | so in Fahrt                |
| OOCL United Kingdom | SHI/ 2175           | 9776200       | 17. Dezember 2015 8. Juli 2017 29. September 2017   | so in Fahrt                |
| OOCL Scandinavia    | SHI/ 2176           | 9776212       | 24. Dezember 2015 27. August 2017 28. November 2017 | so in Fahrt                |
| OOCL Indonesia      | SHI/ 2177           | 9776224       | 28. Dezember 2015 21. Oktober 2017 18. Januar 2018  | so in Fahrt                |
| OOCL Spain          | NACKS/ 335          | 9908126       | 9. Dezember 2020 15. November 2022 15. März 2023    | so in Fahrt                |
| OOCL Turkiye        | NACKS/ 336          | 9908138       | 9. Dezember 2020 8. März 2023 3. Juli 2023          | so in Fahrt                |
| OOCL Zeebrugge      | NACKS/ 337          | 9908140       | 10. Dezember 2020 26. Juni 2023 10. Oktober 2023    | so in Fahrt                |
| OOCL Valencia       | NACKS/ 396          | 9922598       | 9. Dezember 2020 25. Oktober 2023 25. Januar 2024   | so in Fahrt                |
| OOCL Sweden         | NACKS/ 397          | 9922603       | 9. Dezember 2020 6. Februar 2024 24. Mai 2024       | so in Fahrt                |
| OOCL Portugal       | NACKS/ 398          | 9922615       | ?                                                   | im Bau                     |
| OOCL Piraeus        | DACKS/ DE093        | 9908097       | 14. Dezember 2020 9. Januar 2023 30. Mai 2023       | so in Fahrt                |
| OOCL Gdynia         | DACKS/ DE094        | 9908102       | 14. Dezember 2020 5. Juni 2023 12. Oktober 2023     | so in Fahrt                |
| OOCL Felixstowe     | DACKS/ DE125        | 9922512       | 14. Dezember 2020 8. April 2023 10. August 2023     | so in Fahrt                |
| OOCL Abu Dhabi      | DACKS/ DE126        | 9922524       | 14. Dezember 2020 15. Oktober 2023 18. April 2024   | so in Fahrt                |
| OOCL Finland        | DACKS/ DE127        | 9922536       | 14. Dezember 2020 28. November 2023 26. April 2024  | so in Fahrt                |
| OOCL Denmark        | DACKS/ DE128        | 9922548       | 14. Dezember 2020 3. März 2024 26. Juni 2024        | so in Fahrt                |